# Englerina parviflora
Englerina parviflora là một loài thực vật có hoa trong họ Loranthaceae. Loài này được (Engl.) Balle mô tả khoa học đầu tiên năm 1956.